# Wageningen University & Research

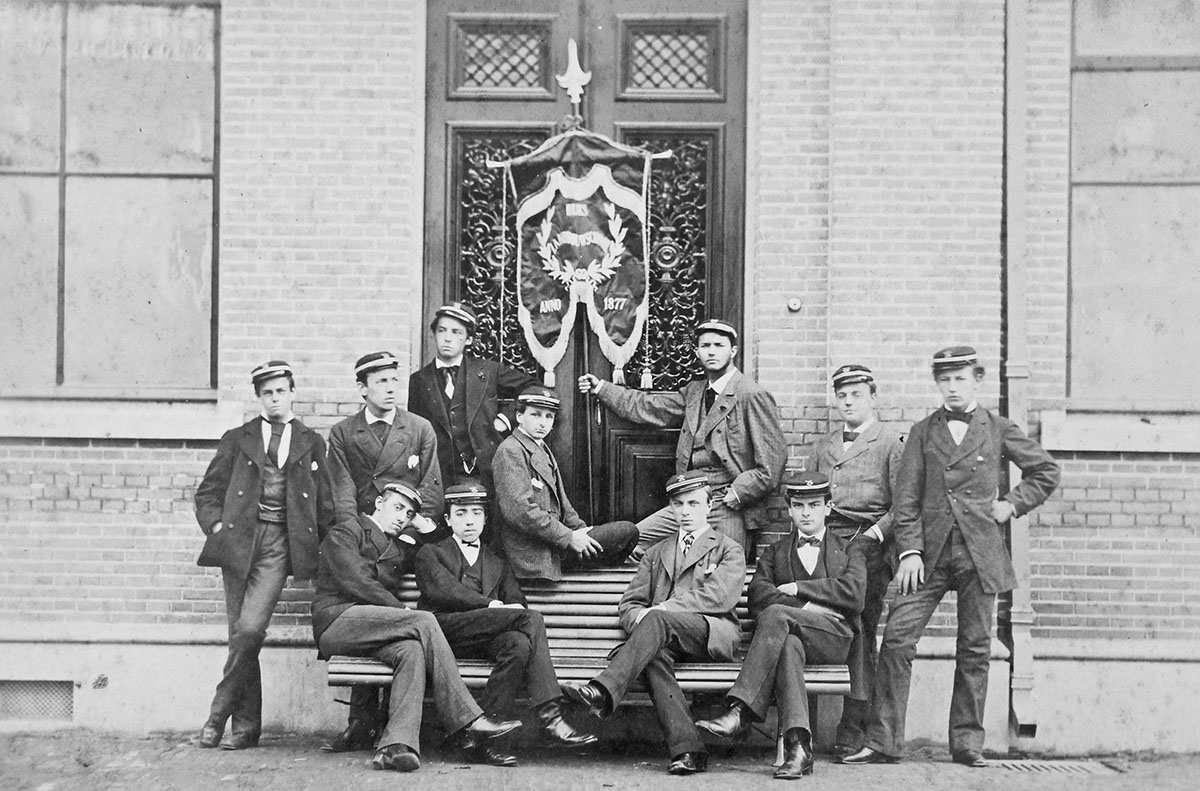
De eerste studenten met vaandel bij het hoofdgebouw van de Rijkslandbouwschool Wageningen (1879).

Wageningen University & Research is een Nederlandse universiteit in de Gelderse stad Wageningen. Naast een universiteit bestaat de organisatie uit een aantal verzelfstandigde onderzoeksinstituten van de voormalige Dienst Landbouwkundig Onderzoek (DLO). Deze onderzoeksinstituten doen toepassingsgericht- en praktijkonderzoek zonder winstoogmerk. Zij werken in opdracht van de overheid, het bedrijfsleven en non-profitorganisaties. Vaak wordt onderzoek verricht in een samenwerkingsverband van meerdere onderzoeksinstituten al dan niet met de universiteit en vaak ook met externe Nederlandse of internationale kennispartners.
De universiteit werd opgericht in 1876 als Rijkslandbouwschool, werd in 1918 Landbouwhogeschool, in 1986 Landbouwuniversiteit en in 2016 Wageningen University & Research (WUR). Hiervoor werd de naam 'Wageningen UR' gehanteerd. Belangrijkste centra van haar activiteiten zijn de oude en nieuwe campus in Wageningen, De Dreijen en Wageningen Campus.
Wageningen University & Research had in het studiejaar 2017/2018 in totaal 12001 studenten, hiervan waren 5659 BSc-studenten, 5821 MSc-studenten en 1975 PhD-studenten uit meer dan 100 landen. In 2016/2017 waren er 297 promoties en studeerden 1.851 master- en 1.095 bachelorstudenten af.
Wageningen University & Research is in 2025 voor de 20e keer op rij uitgeroepen tot beste Nederlandse universiteit volgens de Keuzegids Universiteiten. Wereldwijd staat de universiteit op de eerste plek op het gebied van landbouw, milieu, ecologie en bosbouw.

## Geschiedenis

### Beginjaren
In 1876 nam het rijk de gemeentelijke landbouwschool van Wageningen over en vestigde hier een  Rijkslandbouwschool voor de opleiding van leraren aan de landbouwwinterscholen en tuinbouwwinterscholen. Winand Staring was de drijvende kracht achter de oprichting van de Rijkslandbouwschool. In de periode 1896–1904 werd het de Hoogere Land- en Boschbouwschool en vanaf 1904 luidde de naam Rijks Hoogere Land-, Tuin- en Boschbouwschool.
De school ontwikkelde zich tot academische instelling. In 1918 werd de verdere ontwikkeling tot academische instelling bij wet bekrachtigd en ontstond de Rijks Landbouw Hooge school. Openingsdatum en officiële Dies Natalis was 9 maart 1918.

### Tweede Wereldoorlog
Vanaf 17 september 1944 (de Slag om Arnhem) lag Wageningen in meer of mindere mate in de frontlinie van de Tweede Wereldoorlog in Nederland. Het laboratorium voor landbouwscheikunde werd toen verwoest. Na de gedwongen evacuatie van Wageningen per 1 oktober 1944 was het onmogelijk om les te geven. Tijdens de rest van de oorlog werden studieboeken en schei- en natuurkundige instrumenten verwoest of gestolen. Het hoofdgebouw aan de Herenstraat werd door de Organisation Todt uitgewoond. Het arboretum van de Landbouwhoogeschool werd door granaatvuur beschadigd en de meeste planten in de tropische kassen overleefden de laatste winter niet.

### 1945–1999
De campus De Dreijen tussen de Generaal Foulkesweg en de Ritzema Bosweg maakte na de Tweede Wereldoorlog een forse groei door met de bouw van een groot aantal onderwijsgebouwen.  
De Landbouwhogeschool kwam in 1980 in het nieuws toen studenten onder leiding van de WSO het bestuurscentrum aan het Salverdaplein een maand lang bezet hielden. Deze bezettingsactie werd bekend als de Wageningse Lente.
Overeenkomstig een herziening van de wet op het wetenschappelijk onderwijs, waarbij de vier Nederlandse hogescholen (drie technische en de landbouwhogeschool) de status van universiteit kregen, heette de Landbouwhogeschool vanaf 1986 Landbouwuniversiteit. In tegenstelling tot de huidige hogescholen, die toen als hogere school bekendstonden, waren dit instellingen voor wetenschappelijk onderwijs en onderzoek.
Na instemming van de Tweede Kamer met het eindrapport van de commissie-Peper gaf op 1 september 1997 Jozias van Aartsen als minister van LNV het startsein voor een operationele fusie van de Wageningse Landbouwuniversiteit met de Dienst Landbouwkundig Onderzoek door de benoeming van één Raad van Bestuur. Deze bestond uit professor dr. Cees Veerman (voorzitter), rector magnificus professor dr. Cees Karssen en directeur ir. Kees van Ast van de DLO.

### 21e eeuw

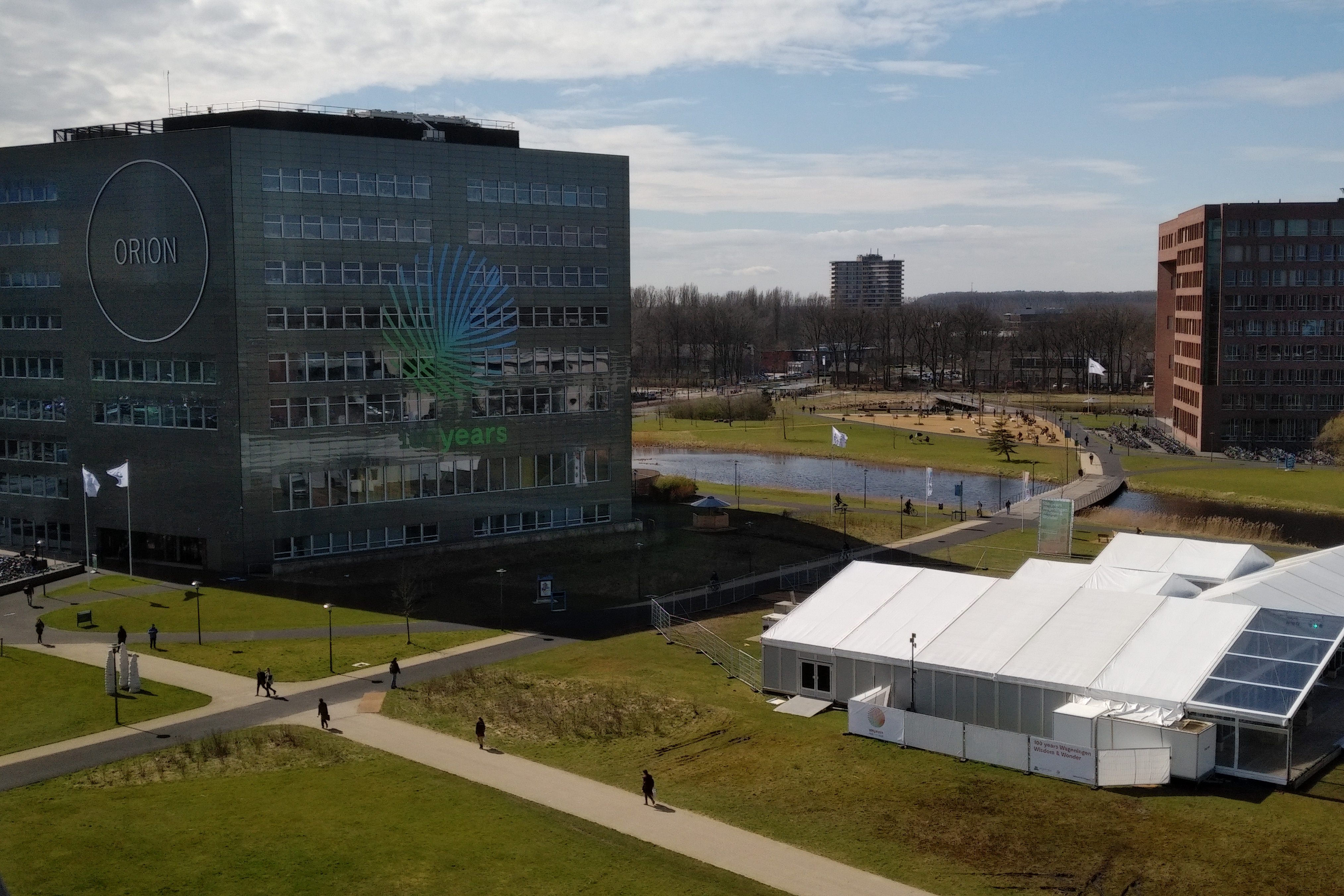
100 jaar WUR op de campus.

Vanaf 2000 werden plannen gemaakt voor een nieuwe Wageningen Campus aan de noordzijde van de stad. De naam Landbouwuniversiteit Wageningen werd in 2000 veranderd in Wageningen Universiteit. In 2004 fuseerde Hogeschool Van Hall Larenstein met Wageningen Universiteit. In de zomer van 2009 besloot de Raad van Bestuur om naast Wageningen Universiteit per 1 september 2009 alleen nog de Engelstalige benaming Wageningen University (& Research Centre) te gebruiken. Vanaf november 2012 is Hogeschool Van Hall Larenstein weer zelfstandig geworden. In 2016 besloot de Raad van Bestuur om per 1 september 2016 de Engelstalige benaming Wageningen University & Research te gebruiken.
Wageningen University & Research was een van de eerste universiteiten in Nederland die het bachelor-mastersysteem heeft ingevoerd. De BSc- en MSc-opleidingen bestaan sinds 2002.
Op 9 maart 2018 vierde Wageningen University & Research haar 100-jarig bestaan als academische onderwijsinstelling.
15 Mei 2025 maakte de Raad van Bestuur van de WUR bekend dat er de komende jaren 130 tot 180 banen zullen verdwijnen op de universiteit. Dit komt   deels doordat de WUR vanaf 1 januari 2028 80 miljoen financiering minder zal krijgen voor de onderwijs en onderzoek, van de overheid.

## Opleidingen

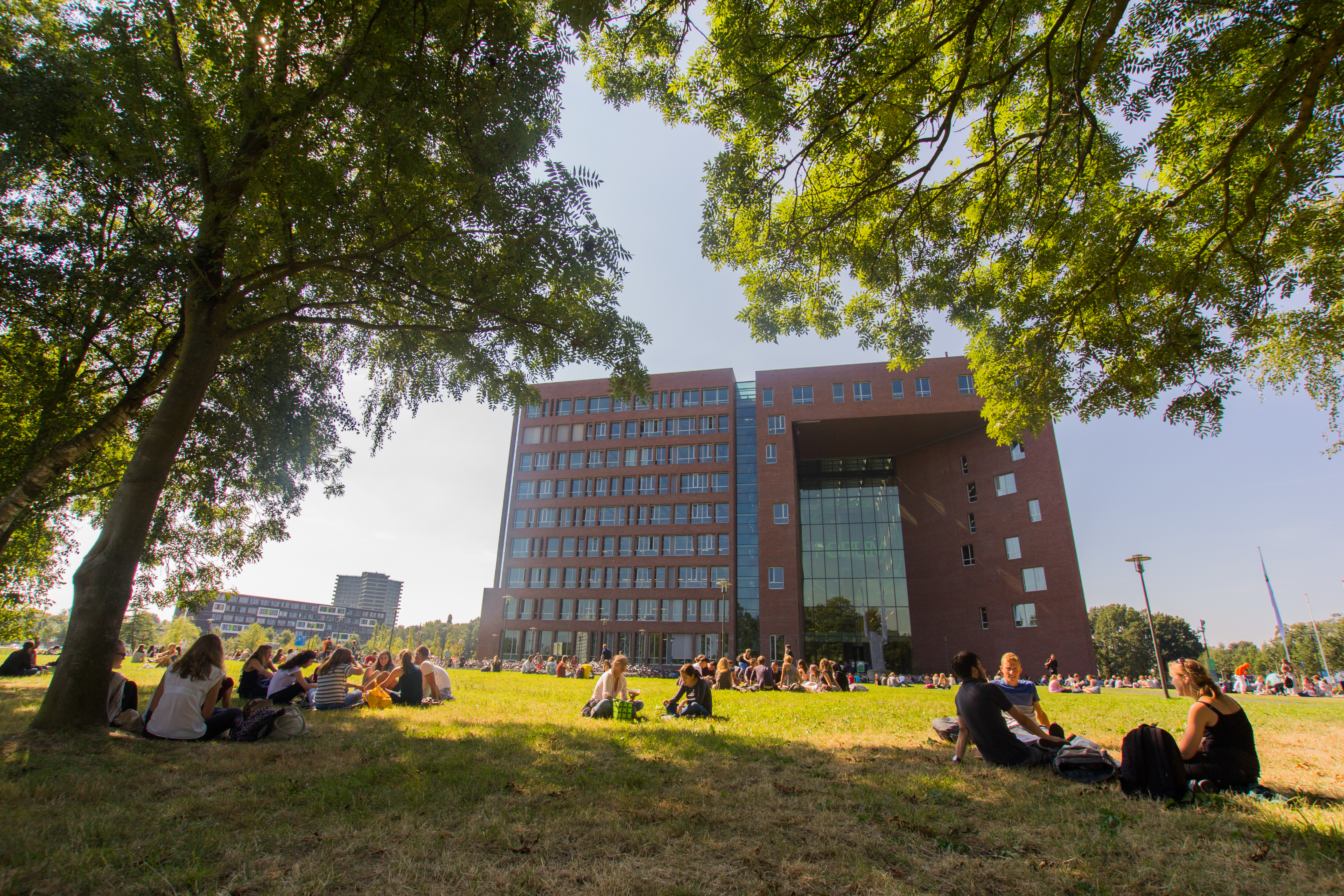
Forum, een modern gebouw op de Wageningse campus.

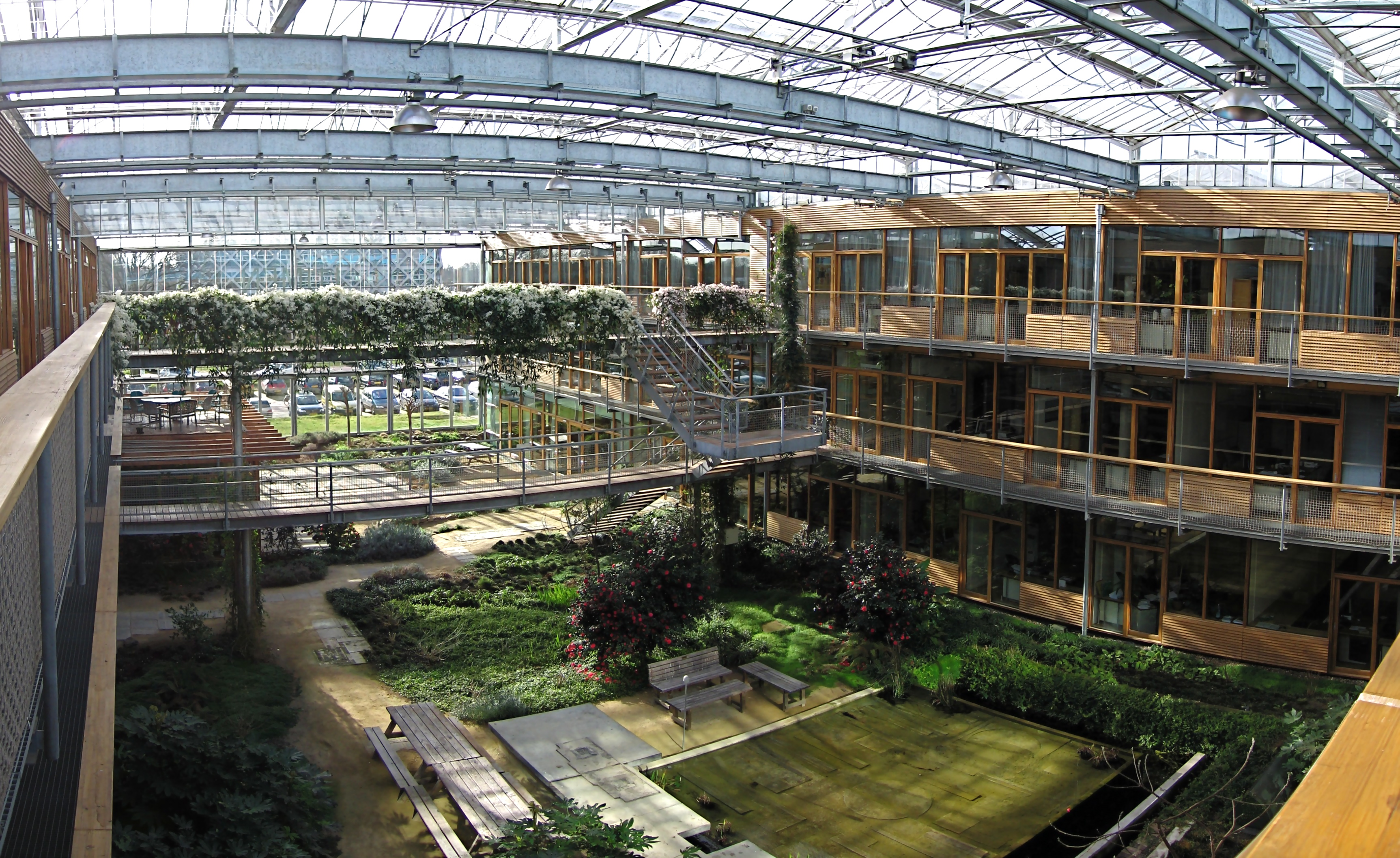
De binnentuin in Lumen.

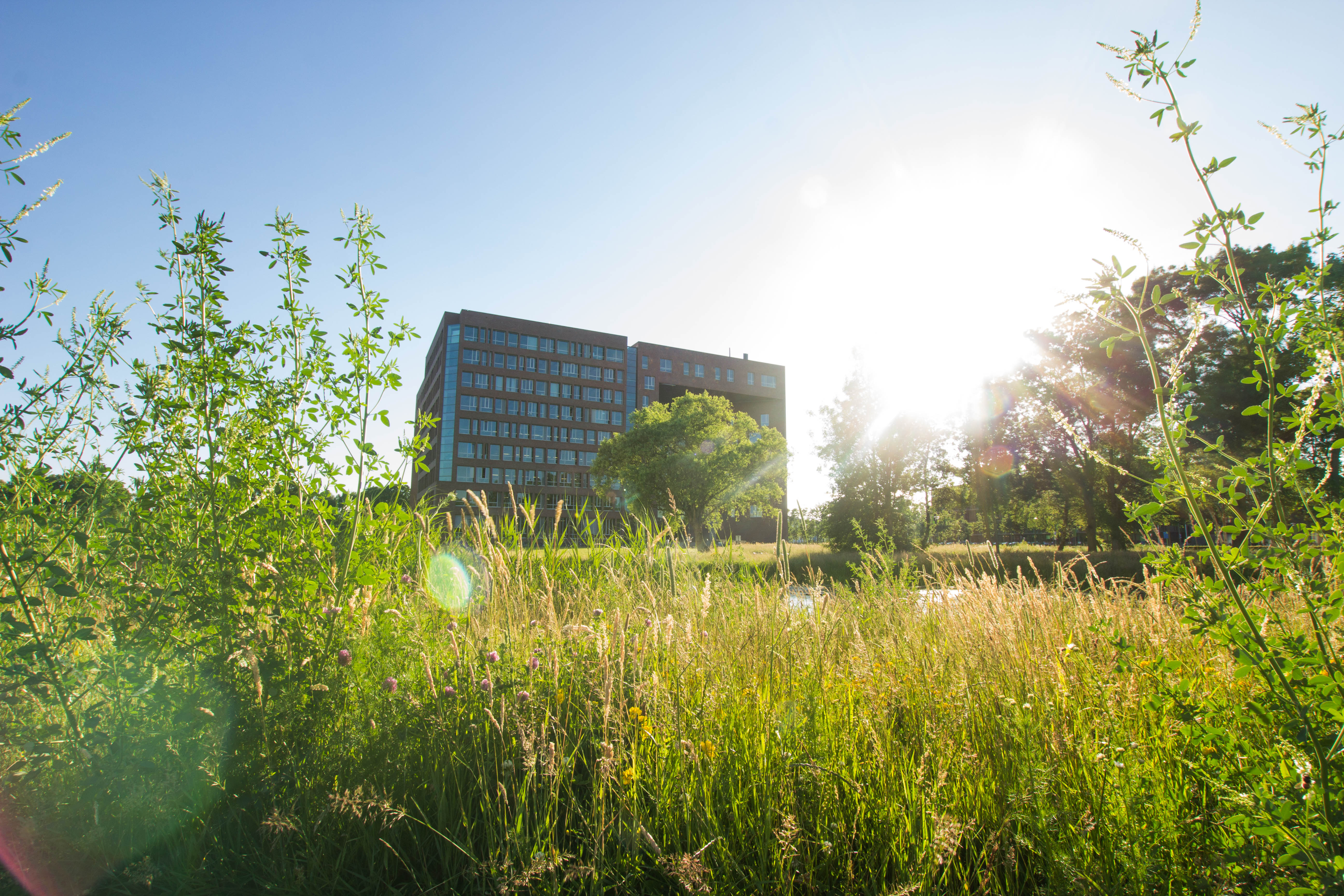
Campus

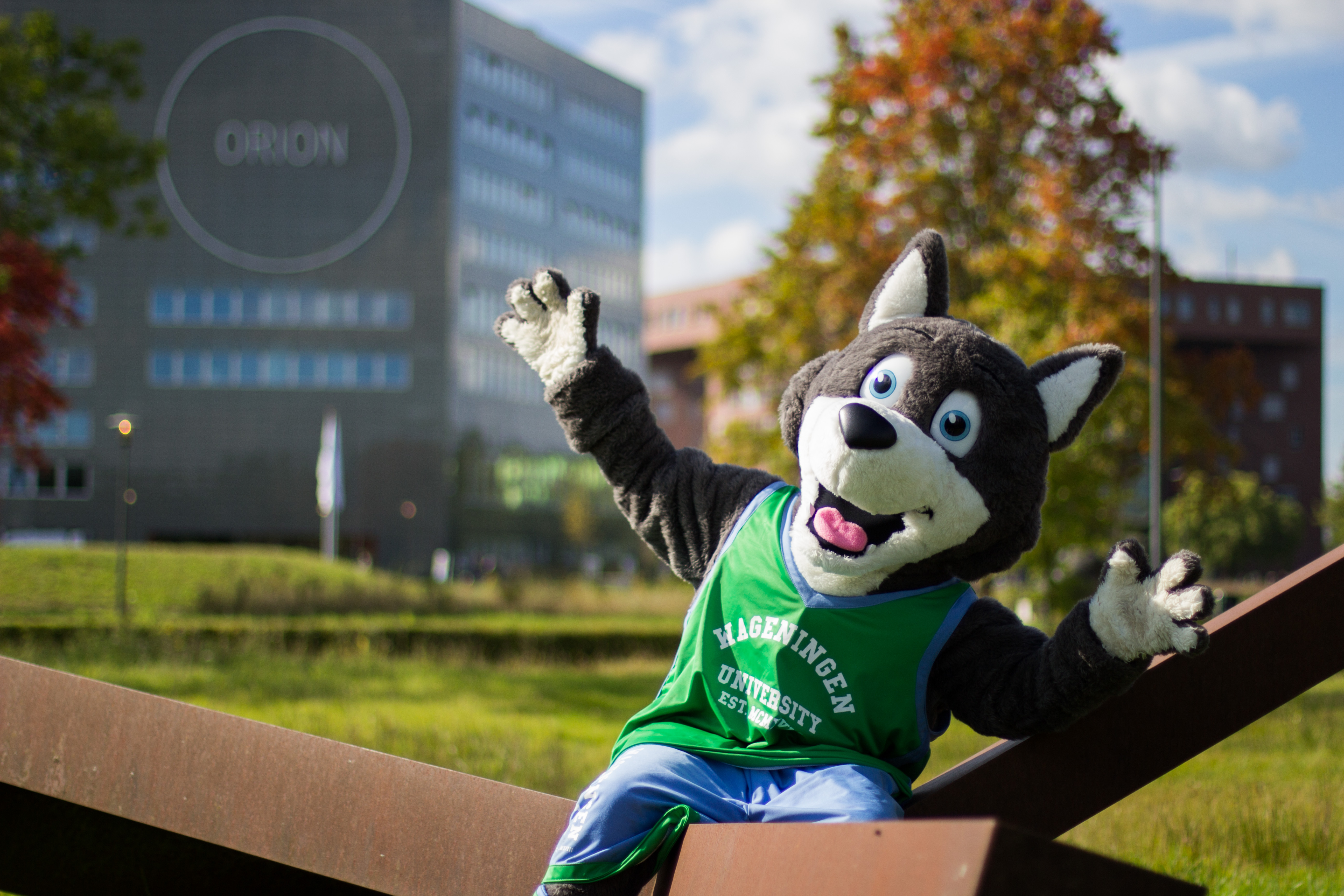
De voormalige mascotte van de universiteit, de WURwolf.

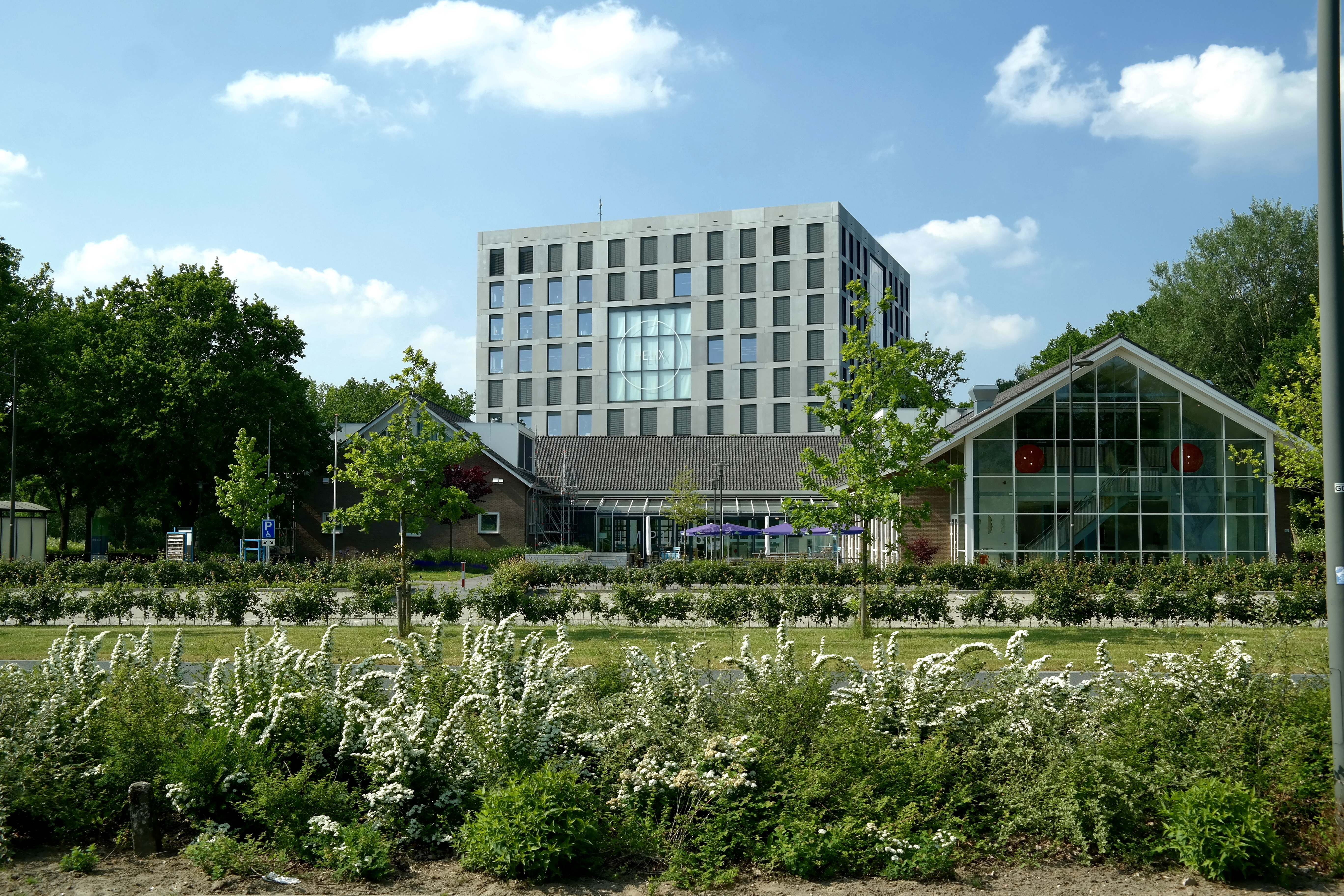
De gebouwen Helix en Impulse aan de Stippeneng.

Wageningen University & Research biedt opleidingen aan op het gebied van voeding en leefomgeving. Wageningen University & Research richt zich daarbij op drie kernthema's: Health, Lifestyle & Livelihood, Food & Food Production en Living Environment.
Het wetenschappelijk onderwijs van Wageningen University & Research omvatte in 2024 21 Bachelor of Science (BSc)opleidingen en 44 Master of Science (MSc) opleidingen.

### Bacheloropleidingen
Er zijn acht volledig Engelstalige bacheloropleidingen:
- Animal Sciences
- Environmental Sciences
- Data Science for Global Challenges
- Food Technology
- International Land and Water Management
- Marine Sciences
- Soil, Water, Atmosphere
- Tourism (joint degree)

Binnen de overige bacheloropleidingen wordt zowel Engels als Nederlands gehanteerd:
- Agrotechnologie
- Bedrijfs- en Consumentenwetenschappen
- Biologie
- Biotechnologie
- Bos- en Natuurbeheer
- Communicatie en Life Sciences
- Data Science for Global Challenges
- Economie en Beleid
- Gezondheid en Maatschappij
- Internationale Ontwikkelingsstudies
- Landschapsarchitectuur en Ruimtelijke Planning
- Moleculaire Levenswetenschappen
- Plantenwetenschappen
- Voeding en Gezondheid

### Masteropleidingen
De tweejarige MSc-opleidingen zijn alle volledig Engelstalig:
- Agroecology (double degree)
- Animal Breeding and Genetics (double degree)
- Animal Sciences
- Aquaculture and Marine Resource Management
- Biobased Sciences
- Bioinformatics
- Biology
- Biosystems Engineering
- Biotechnology
- Climate Studies
- Communication, Health and Life Sciences
- Consumer Studies
- Data Science for Food and Health
- Development and Rural Innovation
- Earth and Environment
- Economics of Sustainability
- Environmental Sciences
- Food Quality Management
- Food Safety
- Food Studies (European)
- Food Technology
- Food Technology (online)
- Forest and Nature Conservation
- Geo-information Science
- Geographical Information Management and Applications (joint degree)
- Governance of Sustainability Transformations
- Health Management in Aquaculture (double degree)
- International Development Studies
- International Land and Water Management
- Landscape Architecture and Planning
- Management, Economics and Consumer Studies
- Metropolitan Analysis, Design, and Engineering (joint degree)
- Molecular Life Sciences
- Nutritional Epidemiology and Public Health (online)
- Nutrition and Health
- Plant Biotechnology
- Plant Breeding (online)
- Plant Sciences
- Resilient Farming and Food Systems (Organic Agriculture)
- Sustainable Business and Innovation
- Sustainable Supply Chain Analytics
- Tourism, Society and Environment
- Urban Environmental Management
- Water Technology (joint degree)

## Organisatie

### Wageningen University & Research
Het universiteitsgedeelte bestaat uit één faculteit, verdeeld in vijf departementen:
- Agrotechnologie & Voedingswetenschappen (Engels: Agrotechnology and Food Sciences Group)
- Dierwetenschappen (Animal Sciences Group)
  - Dairy Campus te Leeuwarden
- Omgevingswetenschappen (Environmental Sciences Group)
- Plantenwetenschappen (Plant Sciences Group)
- Maatschappijwetenschappen (Social Sciences Group)

Deze departementen werken binnen de kenniseenheden van Wageningen University & Research samen met de gespecialiseerde onderzoeksinstituten van de vroegere DLO.

### Onderzoeksinstituten
Wageningen University & Research kent acht gespecialiseerde onderzoeksinstituten (de voormalige DLO):
- Wageningen Bioveterinary Research (WBVR), voorheen Central Veterinary Institute[10]
- Wageningen Environmental Research (WENR), voorheen Alterra[10]
- Wageningen Food & Biobased Research (WFBR), voorheen Food & Biobased Research[10]
- Wageningen Food Safety Research (WFSR), voorheen RIKILT[10]
- Wageningen Livestock Research (WLR), voorheen Livestock Research[10]
- Wageningen Marine Research (WMR), voorheen IMARES[10]
- Wageningen Plant Research (WPR), voorheen Plant Research International[10]
- Wageningen Social & Economic Research (WSER), voorheen Landbouw-Economisch Instituut (LEI), later Wageningen Economic Research (WEcR).[10][11] Wageningen Centre for Development Innovation, voorheen Centre for Development Innovation,[12] fuseerde met WEcR tot WSER in 2025.

#### Bestuur
De raad van bestuur van Wageningen University & Research bestaat uit:
- Dr. ir. Sjoukje Heimovaara, voorzitter
- Prof. dr. Carolien Kroeze, vicevoorzitter en rector magnificus
- L.A.C. Buchwaldt MBA, Lid

## Beoordelingen
De Keuzegids Universiteiten riep Wageningen University & Research voor de twintigste keer achtereen uit tot beste Nederlandse universiteit. Volgens Morgen was de organisatie in 2015 voor de derde keer op rij de meest duurzame Nederlandse universiteit.

## Bekende alumni en docenten
Hieronder een lijst van bekende mensen die aan de Wageningen University en haar voorlopers gestudeerd (alumni) of gedoceerd hebben:
- Anne van den Ban
- Wim Beeftink
- Henk Beentje
- Martinus Willem Beijerinck
- Reinier van den Berg
- Jan Bijhouwer
- Ton Bisseling
- Hendrik Blink
- Jordi Bloem
- Femke Bol
- Jan Just Bos
- Gerrit Braks
- Ate van der Burgt
- Pedro Crous
- Staf Depla
- Adri Dietvorst
- Jeroen Dijsselbloem
- Willem Hilbrand van Dobben
- Cornelis Edelman
- Louise Fresco
- Volkert van der Graaf
- Gerrit Grijns
- Rense Haveman
- Wilbert Hetterscheid
- Gerrit Hiemstra
- Hans van der Hoeve
- Willem Hofstee
- Mike Jetten
- Arco Jochemsen
- Ab van Kammen
- Martijn Katan
- Fred Kistenkas
- Roosmarijn Knol
- Jan de Koning
- Pim Kooij
- Ruud Koopmans
- Maarten Koornneef
- Eltien Krijthe
- Neeltje Krijthe
- Ferdinand Anton Langguth Oliviera
- Joan Leemhuis-Stout
- Helga van Leur
- Rudie van Lier
- Arie Pieter Minderhoud
- Jan Odink
- Jan den Ouden
- Folkert Posthuma
- Hendrik Marius Quanjer
- Theo Quené
- Rudy Rabbinge
- Jan Ritzema Bos
- Joop Schaminée
- Elka Schrijver
- Ramsewak Shankar
- Geert Sissingh
- Bernard Slicher van Bath
- Caroline Slomp
- Sterrin Smalbrugge
- Ruben Smit
- Harry Snelders
- Jan Sonneveld
- Theo Spek
- Katja Staartjes
- Rob Urgert
- Cees Veerman
- Roel Vermeulen
- Jelle Vervloet
- Mien Visser
- Annemiek van Vleuten
- Jan Vlieger
- Anne Vondeling
- Joris Voorhoeve
- Marijke Vos
- Henk Vredeling
- Herman Vrehen
- Simon Vroemen
- Karel Vuursteen
- Clive West
- Frank Westerman
- Onno Wijnands
- Kees de Wit
- Hendrik de Wit
- Pierre de Wit
- Renger Witkamp
- Ad van der Woude
- André van der Zande
- Dick de Zeeuw
- Piet Zonderwijk

## Studentenleven
Het studentenleven speelt zich af bij studieverenigingen, studentenverenigingen en studentensportverenigingen.
Zie voor een opsomming:
- Lijst van studieverenigingen
- Lijst van studentengezelligheidsverenigingen
- Lijst van confessionele studentenverenigingen
- Lijst van studentenmuziekverenigingen
- Lijst van studentensportverenigingen

## Publicaties
- De Groot, M. & Van Kasteren, J. (2018). Metamorfose: 1993–2018. Hoe Wageningen wereldtop werd. Wageningen Academic Publishers. ISBN 9789086863181